# Zartonk
Zartonk ou Zartonq (en arménien Զարթոնք) est une communauté rurale du marz d'Armavir, en Arménie. Elle compte 2 252 habitants en 2009.